# Parmursa torquata
Espèce
Parmursa torquata est une espèce de tardigrades de la famille des Halechiniscidae.

## Distribution
Cette espèce est endémique de l'océan Atlantique Nord. Elle a été découverte sur le banc des Féroé à 200 m de profondeur.

## Description
Le mâle holotype mesure 142 µm.

## Publication originale
- Hansen, 2007 : The deep sea elements of the Faroe Bank tardigrade fauna with a description of two new species. Journal of Limnology, vol. 66, suppl. no 1, p. 12-20 (texte intégral).